# Joseph E. Edsall
Joseph E. Edsall (* 1789 in Hamburg, Sussex County, New Jersey; † 1865 ebenda) war ein US-amerikanischer Politiker. Zwischen 1847 und 1849 vertrat er den Bundesstaat New Jersey im US-Repräsentantenhaus.

## Werdegang
Weder das genaue Geburtsdatum noch das Sterbedatum von Joseph Edsall sind überliefert. Er besuchte die öffentlichen Schulen seiner Heimat und arbeitete danach im Handel. Außerdem betrieb er eine Destillerie und eine Gerberei. Edsall arbeitete zwischenzeitlich auch für die Kreisverwaltung im Sussex County sowie als Berufungsrichter. Überdies begann er als Mitglied der Demokratischen Partei eine politische Laufbahn. Sein erstes bedeutenderes politisches Amt war das des Abgeordneten in der New Jersey General Assembly.
Bei den Kongresswahlen des Jahres 1846 wurde Edsall im dritten Wahlbezirk von New Jersey in das US-Repräsentantenhaus in Washington, D.C. gewählt, wo er am 4. März 1847 die Nachfolge von John Runk antrat. Bis zum 3. März 1849 konnte er eine Legislaturperiode im Kongress absolvieren. Diese war von den Ereignissen des Mexikanisch-Amerikanischen Krieges und dessen Folgen bestimmt. Nach dem Ende seiner Zeit im US-Repräsentantenhaus trat Joseph Edsall politisch nicht mehr in Erscheinung. Er starb im Jahr 1865 in seinem Geburtsort Hamburg, wo er auch beigesetzt wurde.